# Слава шахтёрскому труду (Донецк)
Памятник «Слава Шахтёрскому труду» (укр. Пам'ятник «Слава шахтарській праці») находится в Киевском районе Донецка в центре Шахтёрской площади. Установлен в 1967 году.

## Описание и история создания
Авторы памятника — скульптор Константин Ефимович Ракитянский и архитектор Павел Исаакович Вигдергауз.
Памятник представляет собой скульптуру шахтёра в полный рост, который в правой вытянутой руке держит кусок каменного угля. Скульптура изготовлена из чугуна. Вес скульптуры 22 тонны. Кусок угля, который шахтёр держит в вытянутой руке выполнен из алюминия, его вес 90 килограммов. Скульптура была отлита в литейном цехе донецкого областного завода «Ремкоммунэлектротранс». Для скульптуры позировал формовщик Борис Горб, который принимал участие в её создании.
Скульптура шахтёра, изготовленная для памятника, первоначально была изготовлена в виде статуэтки для подарка Никите Сергеевичу Хрущёву. На заводе точного машиностроения была отлита бронзовая статуэтка и две чугунных статуэтки. Однако подарок не стали делать и статуэтки остались у секретаря горкома Шульгина и главы Совета народного хозяйства Владимира Ивановича Дегтярёва. По инициативе Дегтярёва на основе этой скульптуры и сделали памятник.
Первоначально рука, держащая уголь была вытянута вперёд. Так она сделана на статуэтке, которая готовилась для подарка. Когда создавался сам памятник Ракитянский по совету скульптора В. М. Костина сделал её вытянутой в правую сторону.
Постамент изготовлен из лабрадорита и обработан полировкой с бучардой для имитации глыб каменного угля. Верх постамента облицован гранитными плитами. Облицовка из гранита выполнена в мраморном цехе донецкого областного завода «Ремкоммунэлектротранс». Высота постамента составляет четыре метра.

## Расположение
Монумент расположен на въезде в центр Донецка с севера — мимо него проходит транспортный поток от Западного автовокзала, железнодорожного вокзала и аэропорта, а также ранее существовавшего Северного автовокзала. Таким образом большинство приезжих видят символ основной профессии Донецка и Донбасса.
В начале памятник стоял немного в стороне от современного положения. Также его постамент был высотой два метра, что ниже современного. На постаменте была надпись «Тепло и свет приносим людям». При реконструкции Шахтёрской площади памятник был перемещён, а его постамент сделан выше. Также у шахтёра была накидка на шее, при перемещении памятника её убрали.

## Памятник в культуре
Памятник «Слава Шахтёрскому труду» является «визитной карточкой» города. Съёмки памятника вошли в фильм-концерт 1970 года с участием Тамары Миансаровой «Солнечная баллада» и в фильме 1972 года «Адрес вашего дома» с участием Николая Крючкова.
Памятник был напечатан на почтовой марке СССР 1969 года «К 100-летию Донецка» (художник: А. Олейник). Силуэт памятника напечатан на почтовой марке Украины 2000 года «Национальная филателистическая выставка. Донбасс — шахтёрский край» (номер в каталоге «Михель»: 323 (M 380)).
Памятник изображен по крайней мене на трёх специальных гашениях: «125 лет городу Донецку» (28 августа 1994), «Национальная филателистическая выставка УКРФИЛЄКСП-2000» (28 мая — 4 июня 2000), «День шахтёра» (31 августа 2003).
Также памятник был изображен по крайней мене на трёх маркированных и немаркированных конвертах СССР (2 конверта) и Украины (1 конверт).
| Надпись на конверте (чему посвящён)                                                                                  | Дата           | Художник                                        | Номинал         | Страна  |
| --- | -------------- | ----------------------------------------------- | --------------- | ------- |
| Донецк (на конверте изображены памятник «Слава шахтёрскому труду», пресс-центр стадиона «Локомотив» и другие здания) | 26 марта 1975  | Л. Зайцев (фотографы Г. Буланов, В. Вертлецкий) | 4 копейки       | СССР    |
| Донецк (изображён памятник «Слава шахтёрскому труду»)                                                                | 10 апреля 1987 | фотография Б. Мусихина, оформление А. Жарова    | 5 копеек        | СССР    |
| Донецк. Памятник «Слава шахтёрскому труду»                                                                           | 29 июля 2003   | Г. Заднипряный                                  | немаркированный | Украина |

Изображения памятника в филателии
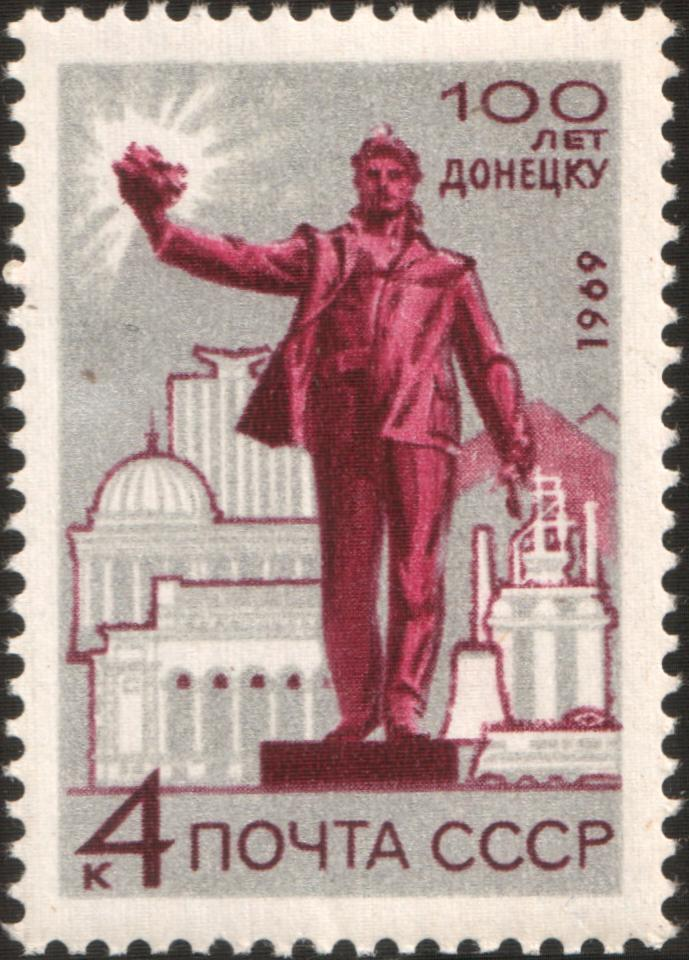
Почтовая марка «К 100-летию Донецка»
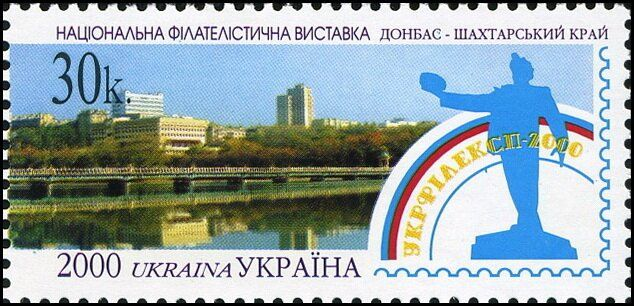
Почтовая марка «Национальная филателистическая выставка. Донбасс — шахтёрский край».
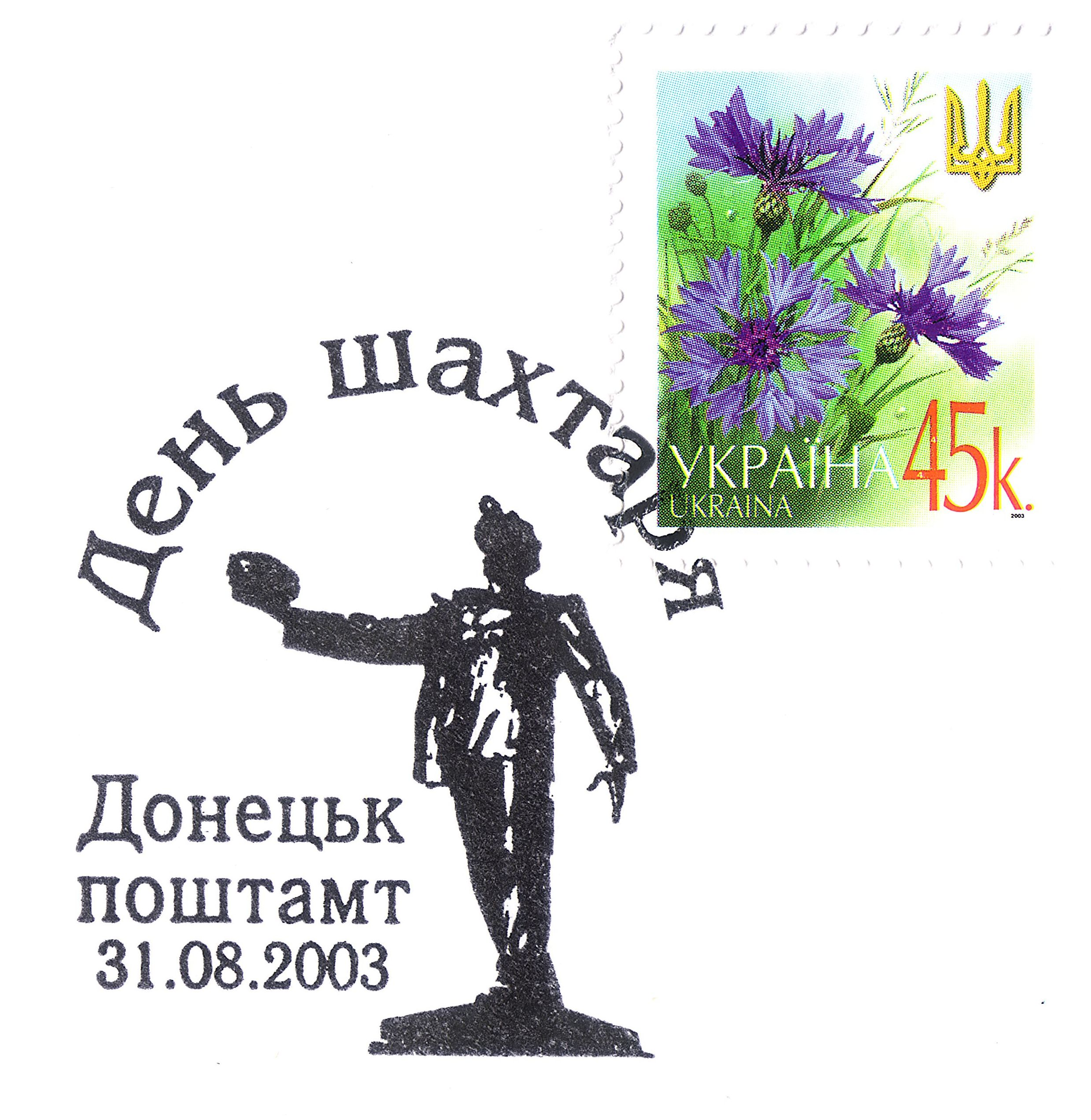
Специальное гашение ко дню шахтёра 31.08.2003 с изображением памятника
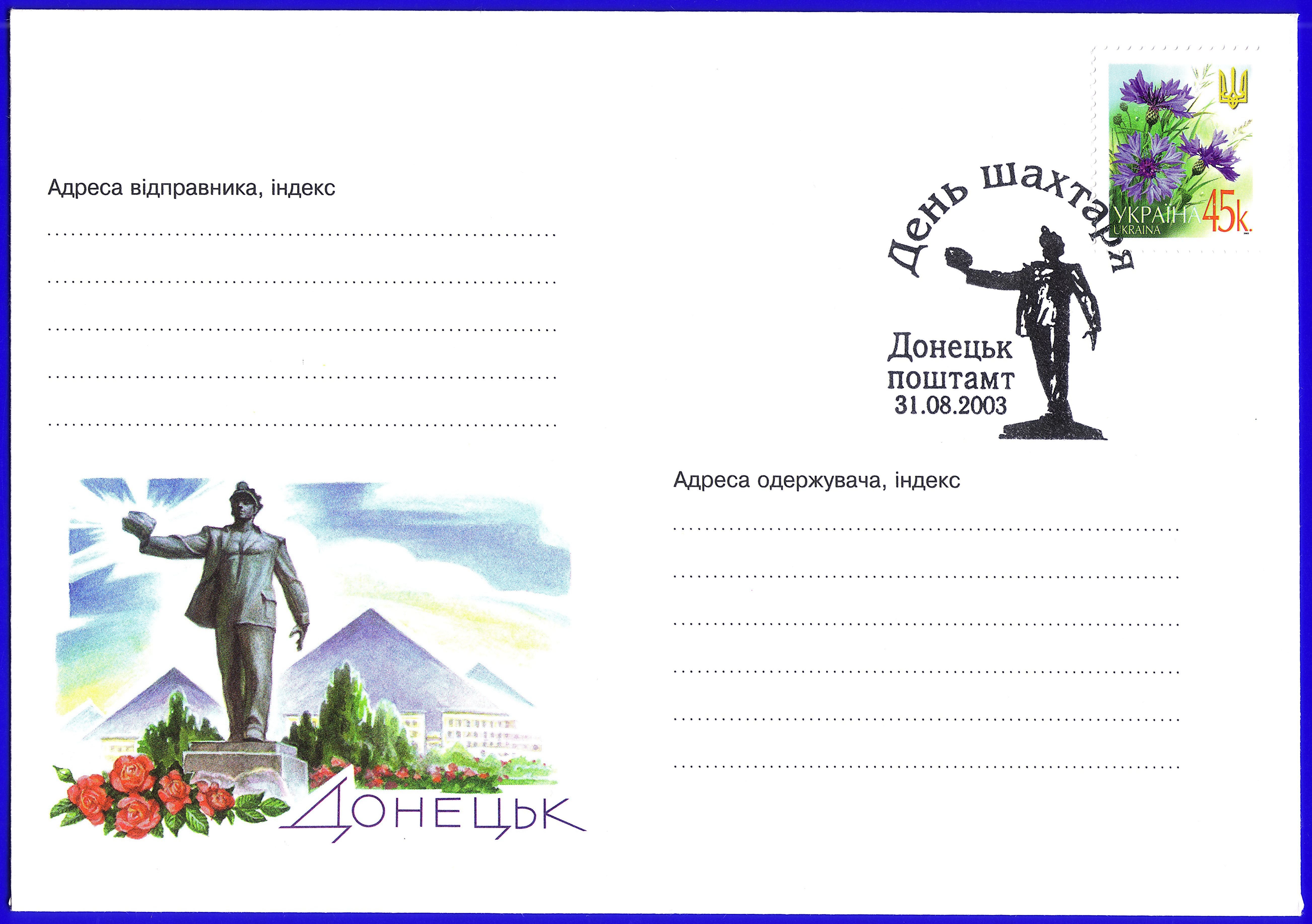
Художественный маркированный конверт с изображением памятника

В мае 2009 года донецкие альпинисты подняли копию памятника на Эльбрус и планируют постоянно устанавливать его на одной из вершин Тянь-Шаня.
12 июля 2013 года памятник одели в футболку футбольного клуба «Шахтёр» в честь презентации новой домашней формы клуба. На футболке был обозначен номер «12», которым обозначают болельщиков.